# Cupes capitata
Cupes capitata är en skalbaggsart som beskrevs av Fabricius 1801. Cupes capitata ingår i släktet Cupes och familjen Cupedidae. Inga underarter finns listade i Catalogue of Life.